# Eduard Wachmann
Eduard Wachmann (n. 22 februarie 1836, București, Țara Românească – d. 23 decembrie 1908, București, România) a fost un dirijor, compozitor și profesor universitar român de origine germană. Este fiul compozitorului Ioan Andrei Wachmann.

## Studii
Primele lecții de muzică i-au fost oferite de tatăl său. Studiază la Viena cu profesorii Gustav Nottebohm și Dachs, apoi la Paris cu Henri Reber, Antoine-François Marmontel și Michele Carafa (1787 - 1872).

## Activitate

### Dirijor
Wachmann a dirijat orchestrele Teatrului Național din Craiova și Teatrului Național din București și a fost director al Operei Române, în cadrul Teatrului Național din București. A fondat Societatea Filarmonică Română din București (1868), unde a activat ca dirijor și director. În total, a petrecut 35 de ani la pupitrul dirijoral, reușind să formeze un nou public interesat de muzica simfonică.

### Compozitor
A scris vodeviluri, muzică vocal-simfonică, de cameră, corală, lieduri și muzică de scenă. Printre lucrările sale se numără: un cvartet de coarde, o sonatină pentru pian, cinci canțonete comice pentru vioară și pian, vodevilurile proiectate pentru spectacole bucureștene Păunașul codrilor (1857) și Spoielile Bucureștilor (1863), muzica însoțitoare la Despot-Vodă (Vasile Alecsandri, 1860) ș.a.

### Alte activități
A fost profesor în Conservatorul din București și director al acestuia; a predat aici cursuri de pian și armonie. A redactat lucrări didactice și a cules folclor, la fel ca tatăl său. A publicat piesele folclorice în aranjament pentru pian.

## Scrieri didactice
- Exerciții elementare și studii melodice pentru intonație și măsuri (1876). București
- Noțiuni generale de muzică (1877). București
- Basuri cifrate pentru studiul armoniei (1882). București